# Шаморин
Шаморин (слч. Šamorín, мађ. Somorja) су град у Словачкој, који се налази у оквиру Трнавског краја, где је град у оквиру округа Дунајска Стреда.

## Географија
Шаморин је смештен у крајње југозападном делу државе. Главни град државе, Братислава, налази се 25 км северозападно од града.
Рељеф: Шаморин се развио у словачком делу Панонске низије, на тзв. Дунавском острву, највећој ади Дунава. Град је у равници, на приближно 126 m надморске висине.
Клима: Клима у Шаморину је умерено континентална.
Воде: Шаморин се налази на 2 километра од десне обале Дунава, који на датом месту постаје граница између Словачке и Мађарске.

## Историја
Људска насеља на овом простору датирају још из праисторије. Насеље под данашњим именом први пут се спомиње 1238, као место насељено Мађарима. Насеље је 1589. године добило градска права.
Крајем 1918. Шаморин је постао део новоосноване Чехословачке. У времену 1938-44. године град је био враћен Хортијевој Мађарској, али је поново враћен Чехословачкој после рата. За време комунизма град је нагло индустријализован, па је дошло до наглог повећања становништва. После осамостаљења Словачке град је постао њено значајно средиште, али је дошло до привредних тешкоћа у време транзиције.

## Становништво
| Година:    | 1994.  | 2004.   | 2014.   | 2024.   |
| ---------- | ------ | ------- | ------- | ------- |
| Број људи: | 12 182 | 12 339  | 13 028  | 13 672  |
| Разлика:   |        | +1,28 % | +5,58 % | +4,94 % |

| Година:    | 2023.  | 2024.   |
| ---------- | ------ | ------- |
| Број људи: | 13 635 | 13 672  |
| Разлика:   |        | +0,27 % |

Данас Шаморин има око 13.000 становника и последњих година број становника стагнира.
Етнички састав: По попису из 2001. састав је следећи:
- Мађари - 66,5%,
- Словаци - 31,0%,
- Чеси - 0,7%,
- Роми - 0,7%,
- остали.

Верски састав: По попису из 2001. састав је следећи:
- римокатолици - 75,3%,
- атеисти - 11,7%,
- калвинисти - 5,35%,
- лутерани - 4,2%,
- остали.

## Партнерски градови
- Мошонмађаровар